# キノドン類
キノドン類（キノドンるい、Cynodontia）あるいは犬歯類 (けんしるい) は、獣歯類に属する脊椎動物の一群である。

## 名称
語源は「犬（cyn-）の歯（odont-）」。

## 進化史

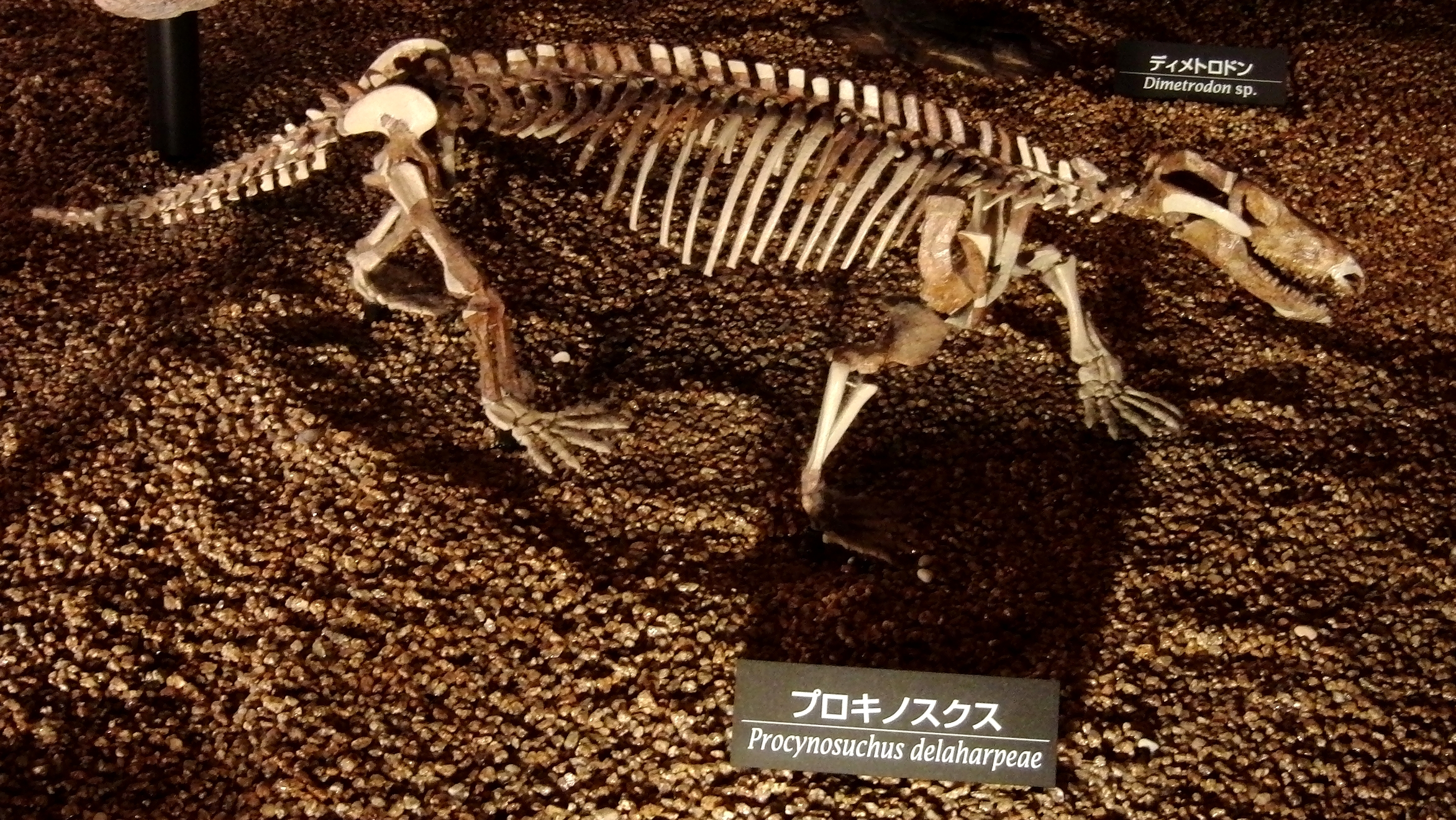
プロキノスクスの骨格標本。国立科学博物館の展示。

キノドン類は絶滅したゴルゴノプス亜目およびテロケファルス亜目とともに、獣歯類というクレードに分類される。その起源は古生代ペルム紀後期、獣弓類テロケファルス亜目に近いグループから派生したといわれている。最も古いキノドン類は、2億4,800万年 - 2億4,500万年前に生息したCharassognathusおよびドヴィニアと呼ばれる生物であった。次いで現れたのが、プロキノスクスである。この生物は、カワウソのように水中生活に適応していたのではないかといわれている。これらの種がペルム紀に生息していたが、他に圧されて目立つ存在ではなかった。主要なニッチは他の種に占められていたので、水際などへと生活の場を求めたと思われる。
ペルム紀末から三畳紀初頭にかけ（P-T境界）、パンゲア大陸の完成の影響により発生した超大型のホットプルーム「スーパー・プルーム」がドーム状の押し上げとなって地上に達することでシベリアに大噴火が起こり、これによって大規模な環境破壊が引き起こされた。地上は高温にさらされ、それまで30％近くあった酸素濃度が大きく低下した。この大量絶滅によって地球上の生命の9割が淘汰された。高温を避け、低酸素の環境にも耐えうる能力を持った生物のみ（気嚢システムを持つ鳥の祖先である恐竜のさらなる祖先を含む）が地上では生きながらえることができたのだった。それには穴居性が大きく関わっていると思われる。同じく生き延びたディキノドン類も、こうした性質を持つものがいた。
絶滅を免れたキノドン類は、空白となった生態系を埋めるべく、速やかに適応放散していった。トリナクソドンなどのガレサウルス類は、腹部の肋骨を退化させ、腹式呼吸を行うことができる横隔膜を獲得していた。これによりかれらは低酸素の環境を乗り切ることができたと思われる。このグループの特徴としては、進化するにつれ頭頂孔が消失し、後頭顆が1対となる。肋骨が胸部のみになり、胸腔と腹腔に分かれる。また、不完全ながらも直立歩行を獲得している、などである。そしてもう一つ。顎を構成する骨のうち、歯骨の拡大が大きく進んだことが挙げられる。
特に進化した種では、この骨が関節骨と方形骨によって構成された顎関節に接触、鱗状骨（側頭骨の一部）との新たな関節が形成されている。後の哺乳類などを含む、ユーキノドン類である。その中から、キノグナトゥスなど有力な捕食者やディアデモドン、トラベルソドンなど植物食に適したもの、小型で哺乳類に似たトリティロドン類、イクチドサウルス類などが現れている。三畳紀を通じて複数の系統で何度も大型化しており、捕食者では前期にキノグナトゥスやイムピデンス(Impidens)、中期にはチニクオドン、後期では トルシキノドン が発見されている。植物食の種では前期から中期にディアデモドン、中期 - 後期にエクサエレトドンが発見されている。
この傾向が更に進み、関節骨と方形骨が顎から外れ、耳小骨となっているのが哺乳類である。かつてはこの顎関節の特徴により哺乳類が定義されていたが、近年は原始的なグループが外され、哺乳形類とされるようになった。最古の哺乳形類といわれるアデロバシレウスは、2億2500万年前に生息していた。しかし、三畳紀後期、再び中程度の大量絶滅が地球を襲い、キノドン類はトリティロドン類や哺乳類など、ごく少数の系統を除いて絶滅した。
ジュラ紀以降、キノドン類は大型動物のニッチを恐竜など大型爬虫類に奪われ、小型のままであった。ただし、中生代においても、数の上では哺乳類は恐竜を大きく上回っていたと考えられている。その一方で、オリゴキフス等のトリティロドン科は次第に数を減らしていく。そして白亜紀前期、石川県で発見された歯の化石が、その最後の記録である。ちなみに、カナダの6,000万年前の地層から「クロノペラテス（時の放浪者）」と呼ばれる、キノドン類のものと思われる顎の断片が発見されている。しかし否定的な意見もあり、その正体は不明のままとなっている。
それ以降については、哺乳類の項を参照。

## 特徴

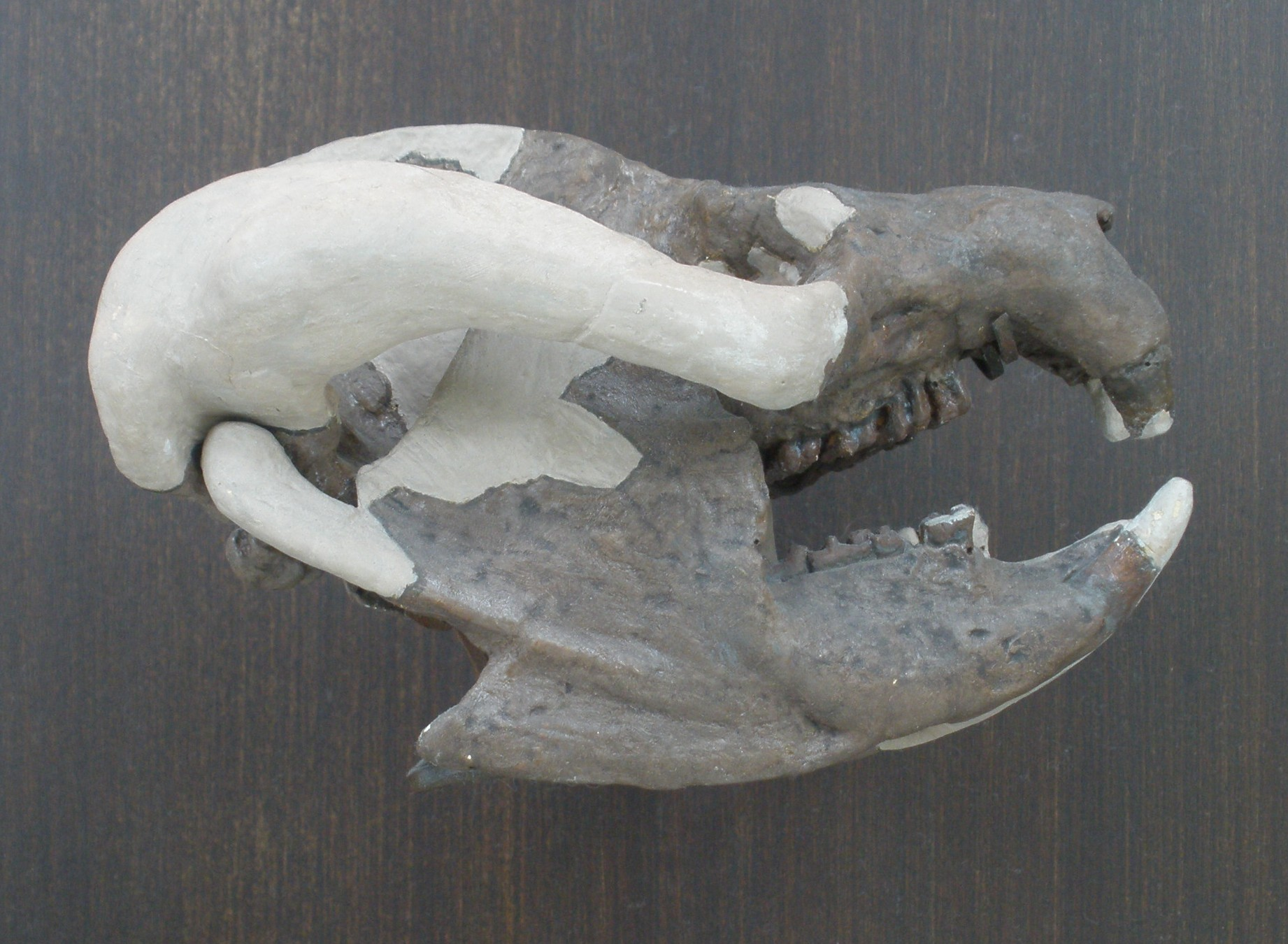
ビエノテリウム頭部骨格

キノドン類は、現在の哺乳類が持つ特徴の大半をすでに有していた。異歯性は顕著であり、頭蓋骨は後頭部でオーバーハングしている。また、すでに初期段階において体毛を獲得していたと思われる。また、テロケファルスを除く獣弓類には存在しなかった骨性二次口蓋も、初期段階においてすでに獲得していた。これは、咀嚼と同時に呼吸ができたことを示している。つまり、それだけ大量の酸素を必要としていたわけであり、すでに彼らは恒温性を獲得しつつあったのではないかと思われる。これは、身体を丸め、眠った姿のまま化石化したキノドン類の化石からも窺える。彼らのその姿勢は現在の小型哺乳類と同様、体温を逃さぬためのものだったと思われる。初期獣歯類であるゴルゴノプス類の化石の吻部にすでに洞毛の痕跡が認められることからも、すでにかれらは体毛も獲得していたと思われる。
一方でトラベルソドン類のマセトグナトゥス(Massetognathus)の研究では、感覚毛(ヒゲ)の存在を疑問視するものもあり、現生哺乳類と同様に毛の有無・毛量の多寡には種ごとに差異があったとも考えられる。

### 骨格の特徴
特に記さないものは、哺乳類以前の種について述べている。
頭骨
前後に長い大きな側頭窓を持ち、中間に深い稜が形成される（哺乳類では二次的に脳頭蓋が拡大している）。頭頂孔はガレサウルス科の段階で消失。吻部は細く、頬骨弓が張り出している。
後頭顆
ごく初期の種では一個であるが切れ込みが入っている。中期以降の種は一対。
下顎
歯骨が拡大し、筋突起が発達する。哺乳形類以降の種は、歯骨のみとなる。中期以降の種では、二生歯性となる。これは、咀嚼機能が発達し、上下の歯が杵と臼のように働かねばならなくなったためと思われる。
顎関節
初期の種は方形骨と関節骨で形成されているが、チニクォドン科では歯骨と麟状骨が接触して二重関節となる。哺乳形類以降は方形骨と関節骨は顎関節から外れ、ジュラ紀の哺乳類においてそれぞれ砧骨と槌骨へと変化している。
骨性二次口蓋
ペルム紀の種では、中央に溝があるなど不完全。三畳紀以降は左右が完全に癒合。
歯
異歯性がより顕著になり、頬歯に咬頭が発達する。
肩帯
肩甲骨・前烏口骨・烏口骨・上鎖骨・鎖骨・間鎖骨の6種の骨からなる。このうち、肩甲骨と烏口骨が内骨格性肩帯の主要な構成要素となっていく（主竜類の系統では肩甲骨と前烏口骨）。後、哺乳類段階で上鎖骨、獣亜綱に至る段階で前烏口骨、間鎖骨が消失。烏口骨が肩甲骨に癒合している。
脊柱
トリナクソドン段階において、頸椎のうち環椎棘突起が縮小。軸椎との干渉が無くなり頭部の回転が可能になった。また、胸部以外の肋骨が縮小。頸椎、胸椎、腰椎などへの分化の途上にある。腰部の肋骨が縮小したことで、胴をねじることができるようになった。
四肢
初期の種では、爬行あるいは中腰という形態をとる。腰帯に関しては、ガレサウルス類およびユーキノドン類においては、不完全ながらも直立歩行を獲得した。ただし、肩帯は未だ上腕骨が垂直には遠い位置にある。これが垂直になるのは哺乳類段階に入ってからである。

## 習性
少なくない種類が地下に巣穴を掘って暮らしており、中には複数の巣穴がまとまって発見された事例もある。

## 系統
- 獣弓目 Therapsida
  - 獣歯類 Theriodontia
    - †ゴルゴノプス亜目 Gorgonopsia
    - 真正獣歯類 Eutheriodontia
      - †テロケファルス亜目 Therocephalia
      - キノドン亜目 Cynodontia

### 下位分類
- †Charassognathus

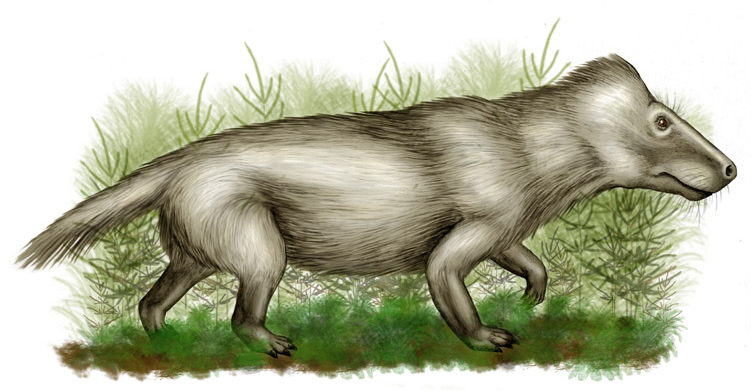
ディアデモドン

- †ドヴィニア科 Dviniidae : ドヴィニア
- †プロキノスクス科 Procynosuchidae : プロキノスクス
- Epicynodontia
  - †ガレサウルス科 Galesauridae
  - †トリナクソドン科 Thrinaxodontidae : トリナクソドン
  - ユーキノドン下目 Eucynodontia
    - †キノグナトゥス類 Cynognathia
      - キノグナトゥス科 Cynognathidae : キノグナトゥス
      - ディアデモドン科 (Diademodontidae):ディアデモドン
      - トリラコドン科 (Trirachodontidae)
      - トラベルソドン科 Traversodontidae : トラベルソドン , エクサエレトドン
      - トリティロドン科 Tritylodontidae : オリゴキフス , トリティロドン

    - プロバイノグナトゥス類 Probainognathia
      - †Lumkuia
      - †Ecteninion
      - †チニクオドン科 Chiniquodontidae
      - †プロバイノグナトゥス科 Probainognathidae
      - †イクチドサウルス類 Ictidosauria
        - トリテレドン科 Tritheledontidae

      - 哺乳形類 Mammaliaformes
        - 哺乳類 Mammalia